# Chojny (Łódź)
Chojny – osiedle w południowej części Łodzi, w dawnej dzielnicy Górna, do 1906 roku obszar ten był jedną z podłódzkich wsi. Do 1946 roku miejscowość była siedzibą gminy Chojny.
Chojny to jednocześnie:
- Chojny - osiedle administracyjne zamieszkiwane przez 33 448 osób[1][2],
- Chojny - obszar SIM, którego południową granicę wyznacza linia kolejowa D540 (przebiegająca przez dworzec Łódź Chojny), natomiast północną granicę wyznacza ul. Jarosława Dąbrowskiego,
- Stare Chojny - obszar SIM, rozciągający się od południowej granicy miasta do linii kolejowej D540 na północy,
- również potocznie określany obszar
  - Nowych Chojen – osiedle,
  - Chojen Zatorza – osiedle położone na południe od linii kolejowej D540, na zachód od ul. Rzgowskiej
  - Komorniki – osiedle,
  - części obszaru SIM Kurak – od ul. Jarosławskiej do ul. Tuszyńskiej.

## Historia
Pierwsze wzmianki pisane o wsi Chojny pochodzą z 1396 roku. W XIX wieku majątki szlacheckie zostały sprzedane i rozparcelowane na działki budowlane pod powstające robotnicze przedmieście „Nowe Chojny”. Z 1469 roku pochodzą pierwsze informacje o „Chojnach Dużych” i „Chojnach Małych”, kiedy to obie wsie miały wejść do parafii rzgowskiej.
Prawdopodobnie nazwa tego rejonu pochodzi od licznego drzewostanu sosen. Dopiero w drugiej połowie XVIII wieku sprowadzono olędrów polskich i niemieckich, a na wykarczowanych polach stały Holędrów Choiński i wieś Dąbrówka, zwana też Dąbrową. Nowo powstałe osady weszły w skład parafii Mileszki erygowanej przez Jana Bogorię Skotnickiego, arcybiskupa gnieźnieńskiego.
W 1822 roku według Tabeli miast i wsi we wsi Chojny istniał dom kantora ewangelickiego.
W latach 1870–1890 nastąpił okres najintensywniejszej w dziejach Łodzi rozbudowy przemysłu. Terytorium miasta nie było przygotowane ani do racjonalnego wchłonięcia ogromnej rzeszy nowych mieszkańców, ani do właściwego zlokalizowania dużej liczby nowych fabryk (w 1908 roku 340-tysięczne miasto zajmowało ten sam obszar, na którym w 1840 roku zamieszkiwało zaledwie 13 tys. osób). Głód terenów budowlanych spowodował przełamanie granic administracyjnych miasta. Powstały pierwsze przedmieścia łódzkie: Bałuty i Chojny – dzielnice nędzy, chaotycznie i prymitywnie zabudowane, pozbawione jakichkolwiek urządzeń komunalnych. Rodziła się nowa struktura klasowa wywołująca nowe konflikty.
Pod koniec XIX wieku Chojny zaczęły się niezmiernie intensywnie urbanizować. Powstały zakłady przemysłowe, zaczęła się parcelacja lasów i pól oraz ziem należących do chłopów. W jej rezultacie powstało drugie co do wielkości przedmieście Łodzi, którego centralnym placem był Czerwony Rynek. W 1903 roku na terenie Chojen wytyczono linię kolej obwodowej. W 1906 roku władze carskie włączyły do miasta sąsiadujące z nim tereny, wśród nich Dąbrówkę oraz Chojny Kolonię.
Po I wojnie światowej, powstawać zaczęły na Chojnach i Dąbrowie osady domków jednorodzinnych oraz gospodarstw ogrodniczych, zamieszkało tu wielu tramwajarzy.
Rozporządzeniem Rady Ministrów z dnia 20 grudnia 1945 roku wieś i cały obszar gminy zostały 13 lutego 1946 roku włączone do obszaru miasta Łodzi.
W latach 1970–1990 zbudowano tu wielkie osiedla mieszkaniowe. Dworzec kolejowy Łódź Chojny przez wiele lat pełnił funkcję jednego z najważniejszych dworców w Łodzi, był również dworcem międzynarodowym. W związku z zamknięciem przebudowywanego dworca Łódź Fabryczna od października 2011 roku, po wielu latach przerwy, dworzec Łódź Chojny został reaktywowany.

## Granice

Mapa obszarów SIM dzielnicy Górna

Teren osiedla administracyjnego Chojny obejmuje obszar SIM Stare Chojny, w tym Chojny Zatorze. Natomiast obszar SIM Chojny jest zachodnią częścią osiedla administracyjnego Chojny-Dąbrowa.

| granica  | sąsiadujące osiedla SIM | ulice lub inne                                                                     | sąsiadujące osiedla administracyjne | ulice lub inne |
| -------- | ----------------------- | ---------------------------------------------------------------------------------- | ----------------------------------- | --- |
| północ   | Górniak                 | gen. Jarosława Dąbrowskiego, al. marsz. Edwarda Rydza-Śmigłego i Władysława Orkana | Piastów-Kurak                       | wzdłuż torów PKP trasy Łódź Kaliska – Łódź Chojny i trasy Łódź Chojny – Koluszki (od bocznicy kolejowej do ul. Przyjacielskiej) |
| wschód   | Dąbrowa                 | gen. Jarosława Dąbrowskiego, al. marsz. Edwarda Rydza-Śmigłego i Władysława Orkana | Wiskitno                            | ul. Przyjacielską (od torów PKP trasy Łódź Chojny – Koluszki do ul. Kolumny), wzdłuż linii rozdzielającej prawnie tereny dawnych wsi Józefów i Bronisin (od ul. Kolumny do granicy miasta) |
| południe | Stare Chojny            | linia kolejowa D540                                                                | granica administracyjna miasta      | granica administracyjna miasta |
| zachód   | Kurak                   | Jarosławska, Bednarska i Rzgowska                                                  | Ruda Pabianicka                     | ul. Graniczna – numery parzyste (od granicy miasta do rzeki Olechówki), wzdłuż granicy zakładów przemysłowych (od rzeki Olechówki do ul. 3 Maja), ul. Pryncypalną – numery parzyste (od ul. 3 Maja do bocznicy kolejowej), wzdłuż bocznicy kolejowej (od ul. Pryncypalnej do torów PKP trasy Łódź Kaliska – Łódź Chojny) |

## Obszar SIM

### Ważne obiekty
- Czerwony Rynek

#### Kościoły i obiekty religijne
- kościół Przemienienia Pańskiego
- kościół Matki Boskiej Anielskiej
- kościół św. Wojciecha
- kościół Zmartwychwstania Pańskiego
- Sala Zgromadzeń Świadków Jehowy

#### Parki
- Park Miejski przy ul. Leczniczej
- park im. gen. Jarosława Dąbrowskiego

#### Zabytki
- Przychodnia Miejska przy ul. Leczniczej

#### Obiekty sportowe i rekreacyjne
- Chojeński Klub Sportowy
- Stawy Jana

## Osiedle administracyjne
Teren osiedla administracyjnego Chojny obejmuje obszar SIM Stare Chojny.

### Adres rady osiedla
93-321 Łódź, ul. Powszechna 15
(Szkoła Podstawowa nr 162)
za BIP:
Osiedle Chojny
ul. Rzgowska 151, 93-303 Łódź